# Cordillera

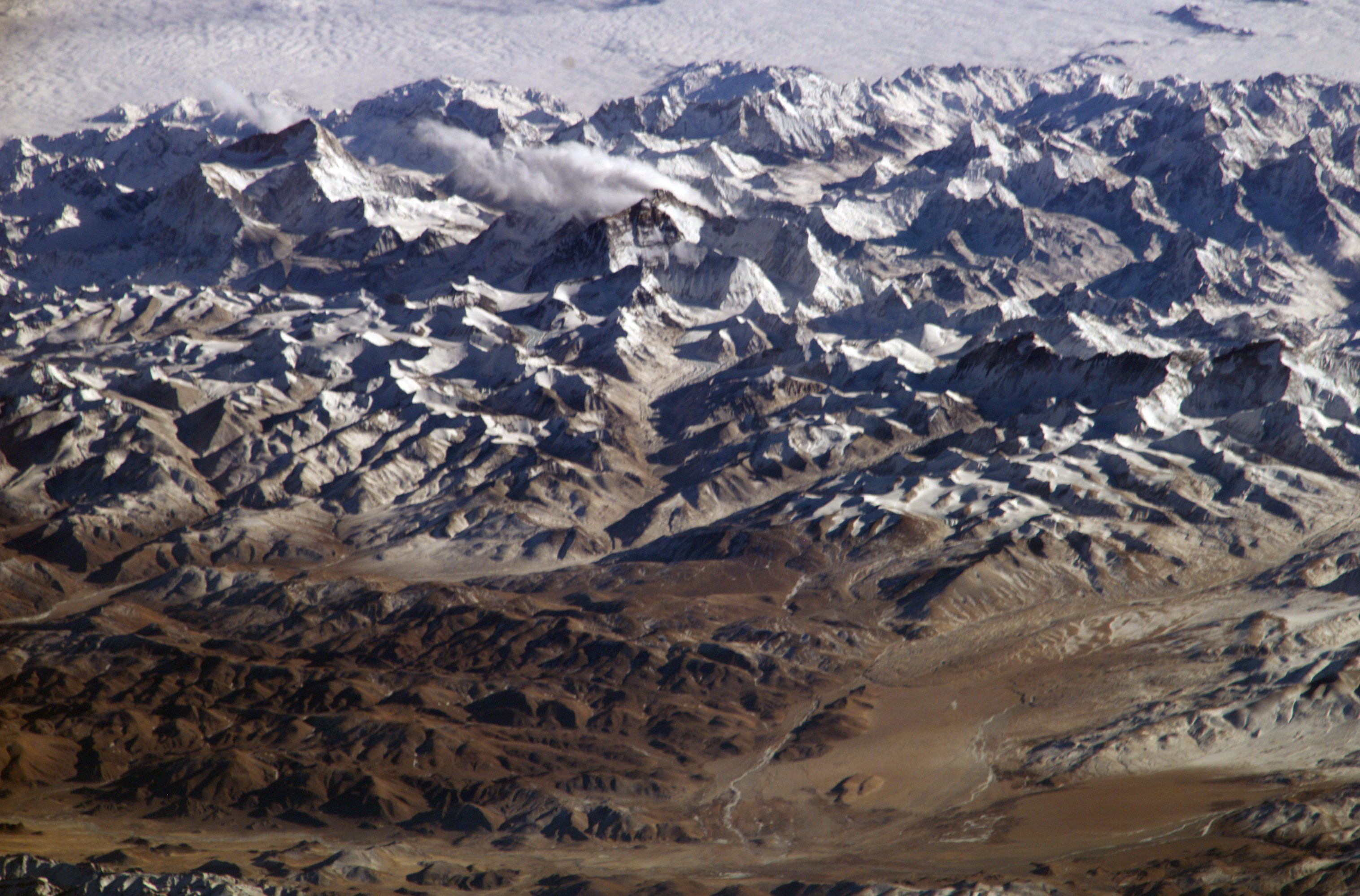
Vista aérea del Himalaya, El monte Everest puede observarse cerca del centro de la imagen.

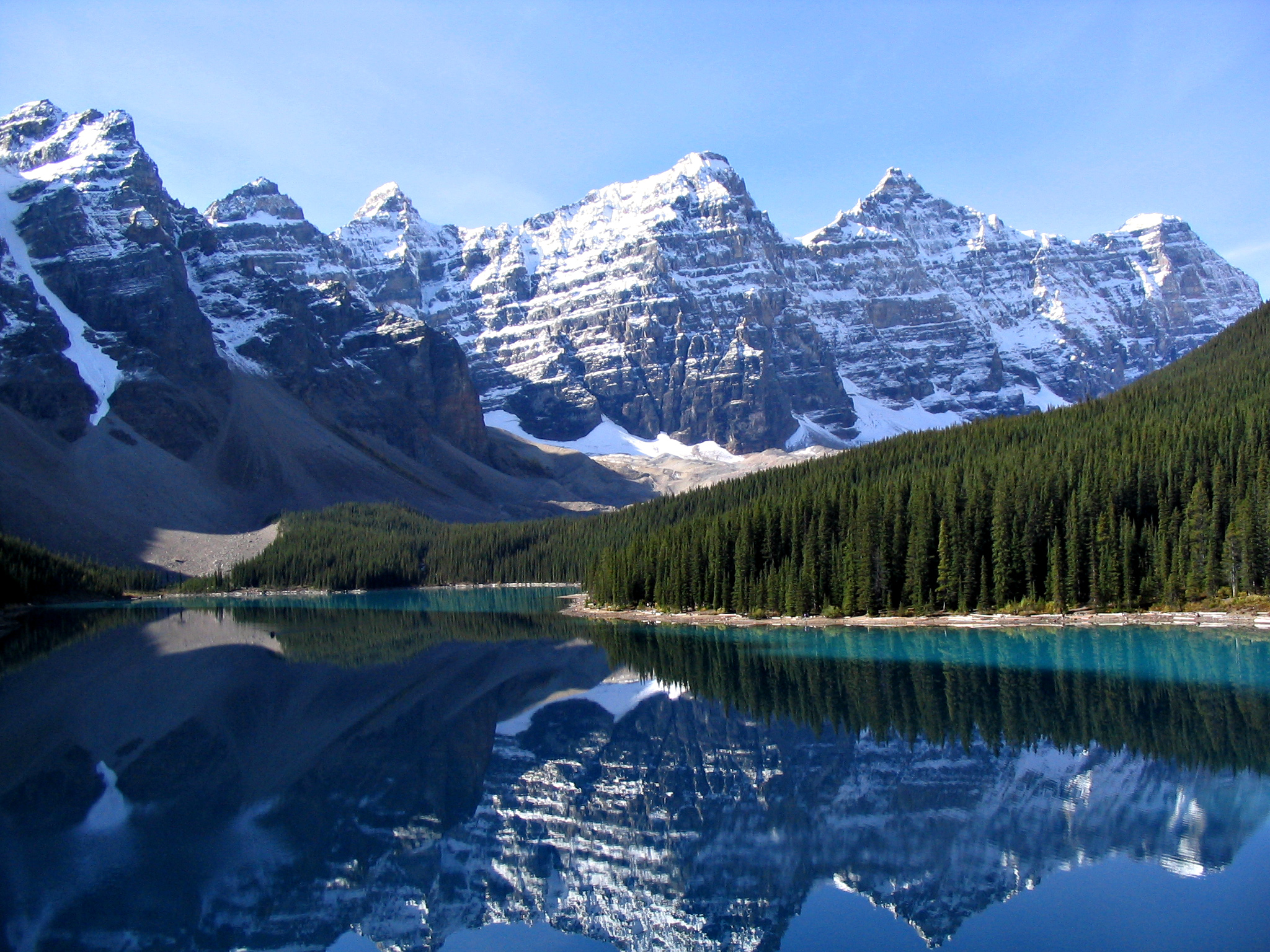
Montañas de la cordillera de las Rocosas.

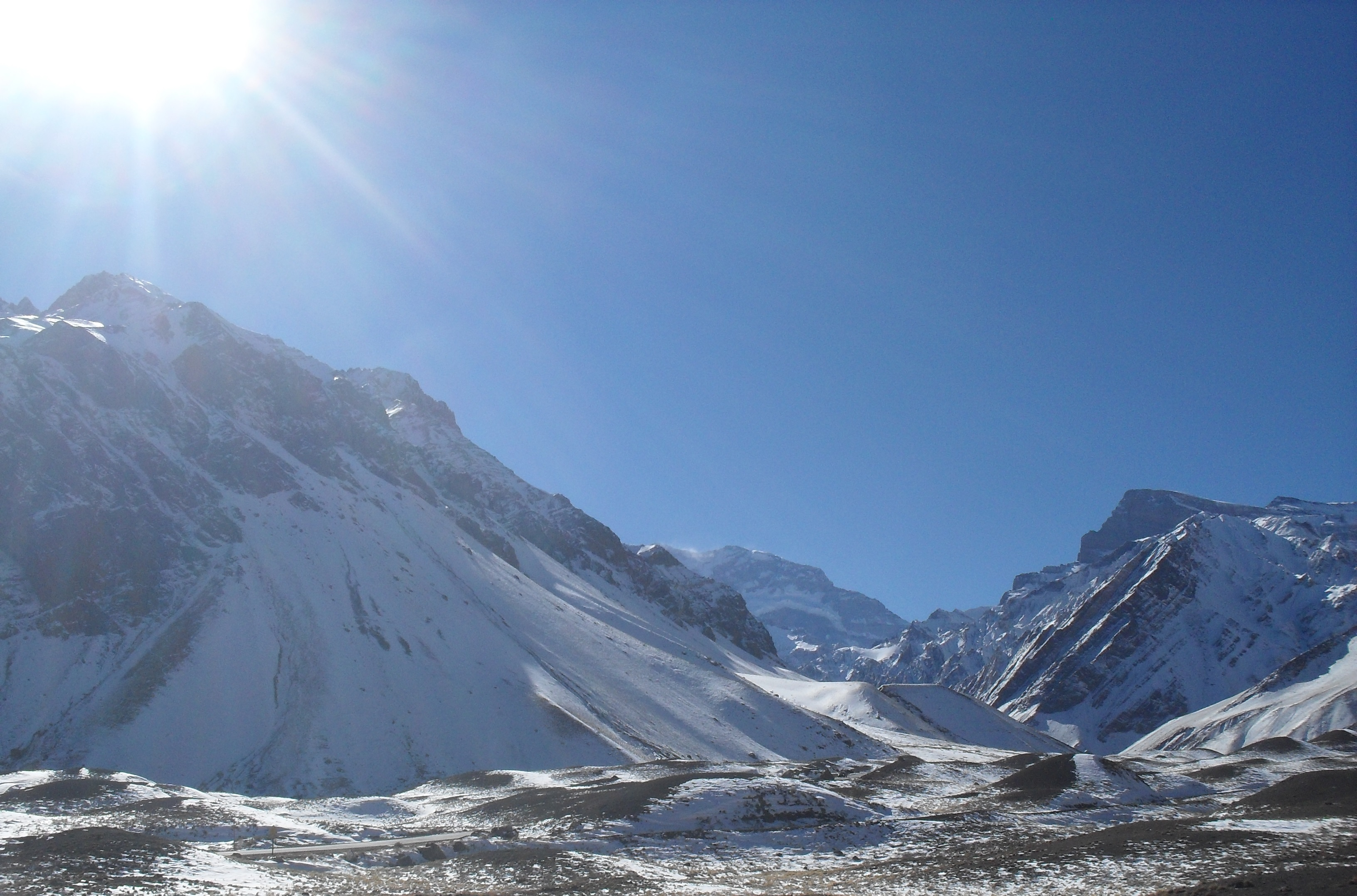
El Aconcagua, en Argentina, es con 6962 m s. n. m. el punto más alto del mundo fuera del Himalaya en Asia, además de ser la cumbre de mayor altitud de los hemisferios meridional y occidental.

Una cordillera es una sucesión de montañas enlazadas entre sí (mayor que la sierra). Un sistema montañoso o cinturón montañoso es un grupo de cordilleras con similitudes en cuanto a forma, estructura y alineación que han surgido por la misma causa, generalmente una orogenia.
Las cordilleras se forman por una variedad de procesos geológicos, pero la mayoría de las significativas de la Tierra son el resultado de la tectónica de placas. Constituyen zonas plegadas o en fase de plegamiento. En los geosinclinales, o zonas alargadas situadas en los bordes de los continentes, se acumula un gran espesor debido a la gran cantidad de sedimentos; cuando estos materiales sufren una importante compresión debido a empujes laterales, se pliegan y se elevan dando lugar a la formación de cadenas montañosas. A este tipo pertenece la mayor parte de las grandes cordilleras continentales: el Himalaya, los Andes, los Alpes, entre otras.  Además de las fuerzas internas del planeta, intervienen en el modelado del relieve agentes externos, como el viento o el agua, y procesos ligados al clima, a la vegetación y al suelo.
Se encuentran cordilleras también en muchos objetos de la masa planetaria del sistema solar y es probable que sean una característica de la mayoría de los planetas terrestres.

## Orogenia
La orogenia es el tiempo durante el cual se forma una cadena montañosa o volcánica. Es el proceso geológico por el cual una zona determinada de la corteza terrestre se acorta, se pliega y engrosa por deformación y fracturación como consecuencia de esfuerzos tectónicos laterales.
Existen diferentes tipos de orogenias: 
- Orogenia Kibaran: un evento de construcción de montañas en lo que ahora es África.
- Orogenia marfileña: un evento de construcción de montañas en lo que hoy es África occidental.
- Orogenia de África Oriental: el escenario principal del ensamble neoproterozoico de Gondwana Oriental y Occidental.

## Erosión
Las cordilleras están constantemente sometidas a fuerzas de erosión que trabajan para derribarlas.  Las cuencas adyacentes a una cordillera en erosión se llenan entonces de sedimentos que quedan enterrados y se convierten en roca sedimentaria. La erosión actúa mientras las montañas se elevan hasta que éstas se reducen a colinas y llanuras bajas.
El levantamiento de las Montañas Rocosas de Colorado a principios de la era cenozoica es un ejemplo. A medida que se producía el levantamiento, algunos 3000 m de estratos sedimentarios, en su mayoría de la era mesozoica, fueron eliminados por la erosión sobre el núcleo de la cordillera y se extendieron como arena y arcillas a través de las Grandes Llanuras al este. Esta masa de roca se retiró cuando la cordillera estaba sufriendo un levantamiento activo. La eliminación de tal masa del núcleo de la cordillera muy probablemente causó un mayor levantamiento ya que la región se ajustó isostáticamente en respuesta al peso eliminado.
Tradicionalmente se ha creído que los ríos son la principal causa de la erosión de las cordilleras, al cortar el lecho rocoso y transportar sedimentos. La simulación por ordenador ha demostrado que, a medida que los cinturones montañosos pasan de ser tectónicamente activos a inactivos, la tasa de erosión disminuye porque hay menos partículas abrasivas en el agua y menos desprendimientos.

## Clima

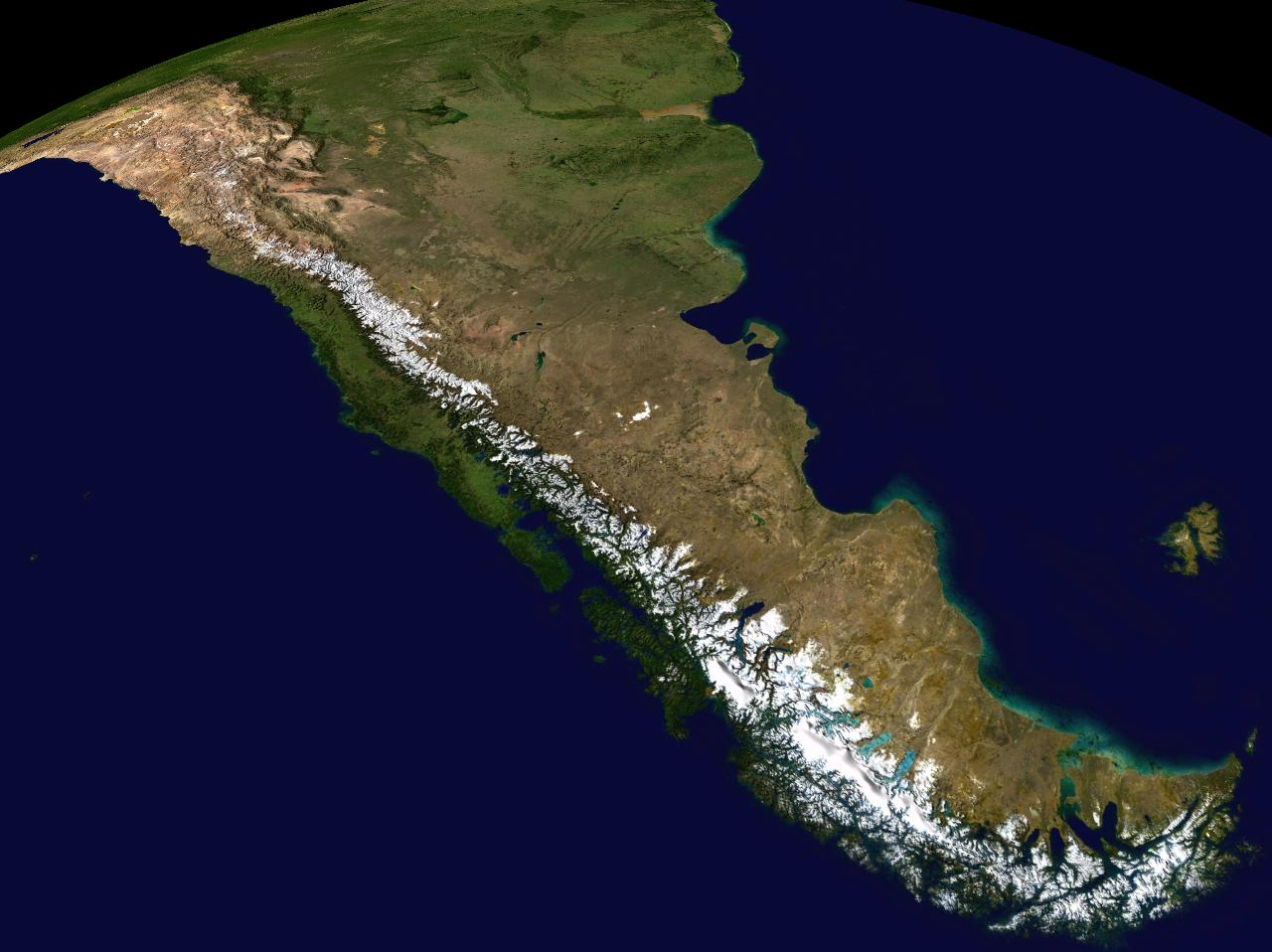
Los Andes, la cadena montañosa más larga de la superficie de la Tierra, tienen un impacto muy importante en el clima de América del Sur.

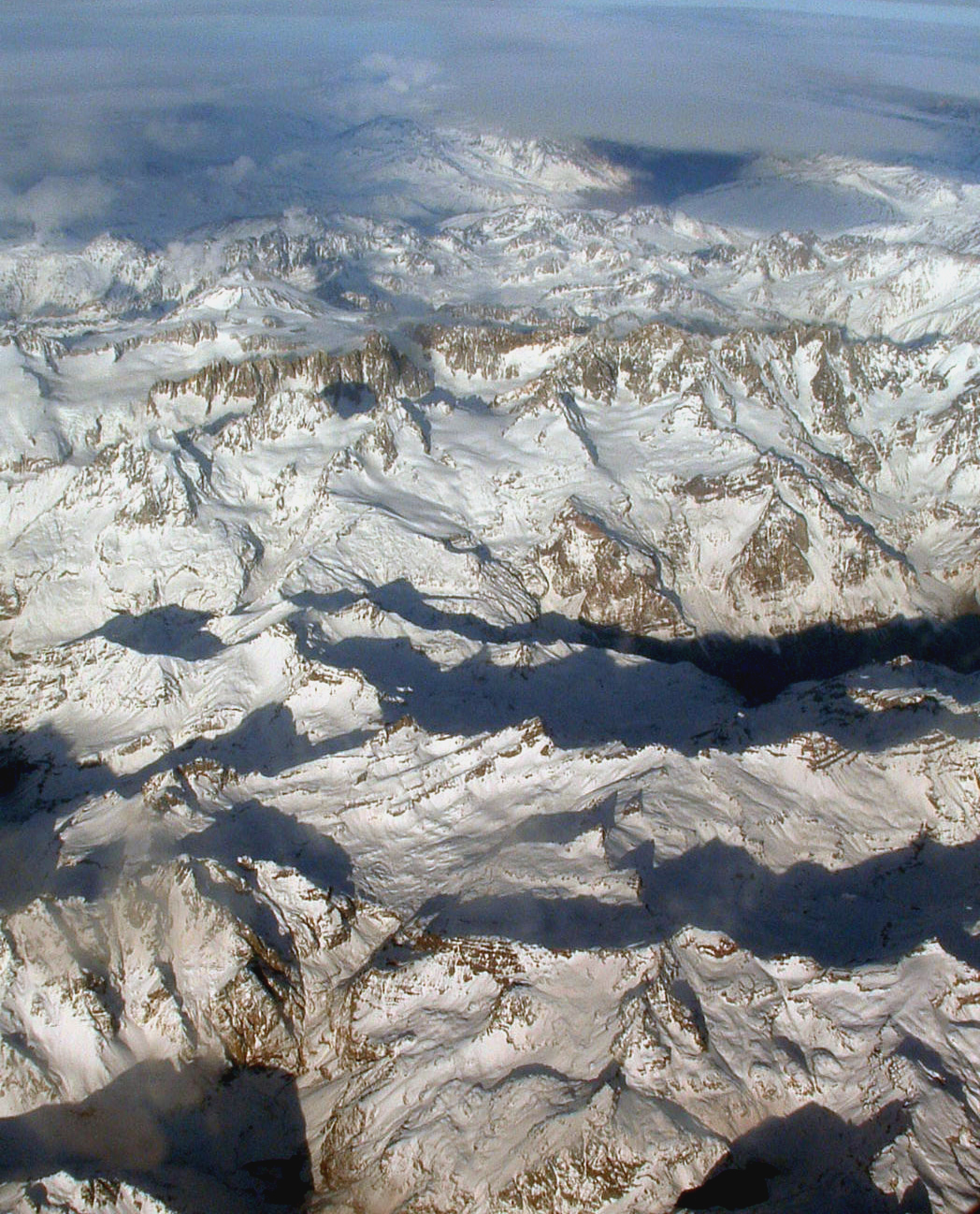
Vista aérea de la cordillera de los Andes tomada desde un avión.

Las montañas son uno de los factores que influyen en el clima de un lugar. Afectan de manera muy notable a la precipitación tanto de lluvia como de nieve.Cuando el viento se sopla sobre el mar el aire húmedo caliente se eleva y se enfría para formar la precipitación orográfica. Entonces el aire seco fresco se mueve sobre el canto al lado de sotavento.
También afecta a la temperatura. En términos generales, cuanto más alto está el terreno, más frías son las temperaturas. También tiene gran importancia la orientación de las laderas ya que las caras norteñas son más frías que las caras sureñas en el hemisferio norte.

## Cordilleras de la Tierra
Las cordilleras no son exclusivas del planeta Tierra ya que se encuentran en otros cuerpos celestes (como puede ser por ejemplo en Marte). En nuestro mundo, todos las masas continentales poseen cordilleras, de mayor o menor tamaño y elevación. A continuación se indican algunos ejemplos.

### Cordilleras principales
La mayoría de las cordilleras geológicamente jóvenes de la superficie terrestre están asociadas al cinturón de fuego del Pacífico o al cinturón alpino. El cinturón de fuego del Pacífico incluye los Andes de Sudamérica, se extiende a través de la Cordillera de América del Norte a lo largo de la costa del Pacífico, la cordillera Aleutiana, a través de Kamchatka, Japón, Taiwán, las Filipinas, Papúa Nueva Guinea, hasta Nueva Zelanda. La cordillera de los Andes tiene una longitud de 7000 kilómetros (4350 mi) y suele considerarse el sistema montañoso más largo del mundo.
El cinturón alpino incluye Indonesia y el Sudeste Asiático, a través del Himalaya, cordillera del Cáucaso, montes Balcanes por plegamiento, los Alpes, y termina en el sistema Central en España y la cordillera del Atlas. El cinturón también incluye otras cordilleras europeas y asiáticas. El Himalaya contiene las montañas más altas del mundo, incluido el Monte Everest, que tiene una altura de 8848 metros (29 028,9 pies) y atraviesa la frontera entre China y Nepal.
Entre las cordilleras fuera de estos dos sistemas se encuentran la cordillera Ártica, los Urales, los Apalaches, los cordillera escandinava, la Gran Cordillera Divisoria, el macizo de Altái y los montes Hijaz. Si se amplía la definición de cordillera para incluir las montañas submarinas, entonces las Dorsales oceánicas forman el sistema montañoso continuo más largo de la Tierra, con una longitud de 65 000 kilómetros (40 400 mi).

### Cordilleras de África

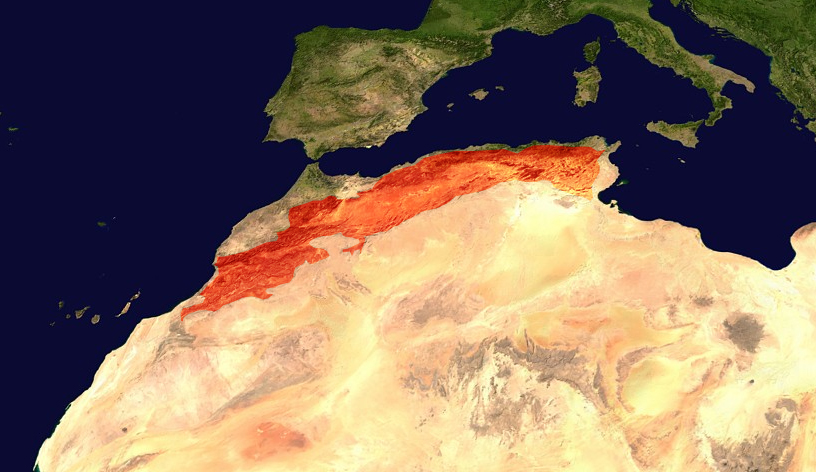
Cordillera del Atlas, en el norte de África.

- Cordillera del Atlas
- Montes Aberdare
- Cordillera de Camerún
- Cordillera de Soutpansberg

### Cordilleras de América
- Apalaches
- Cordillera de los Andes
- Cordillera Central
- Cordillera de la Costa
- Cordillera Isabelia
- Cordillera de Talamanca
- Eje Montañoso Central de Costa Rica

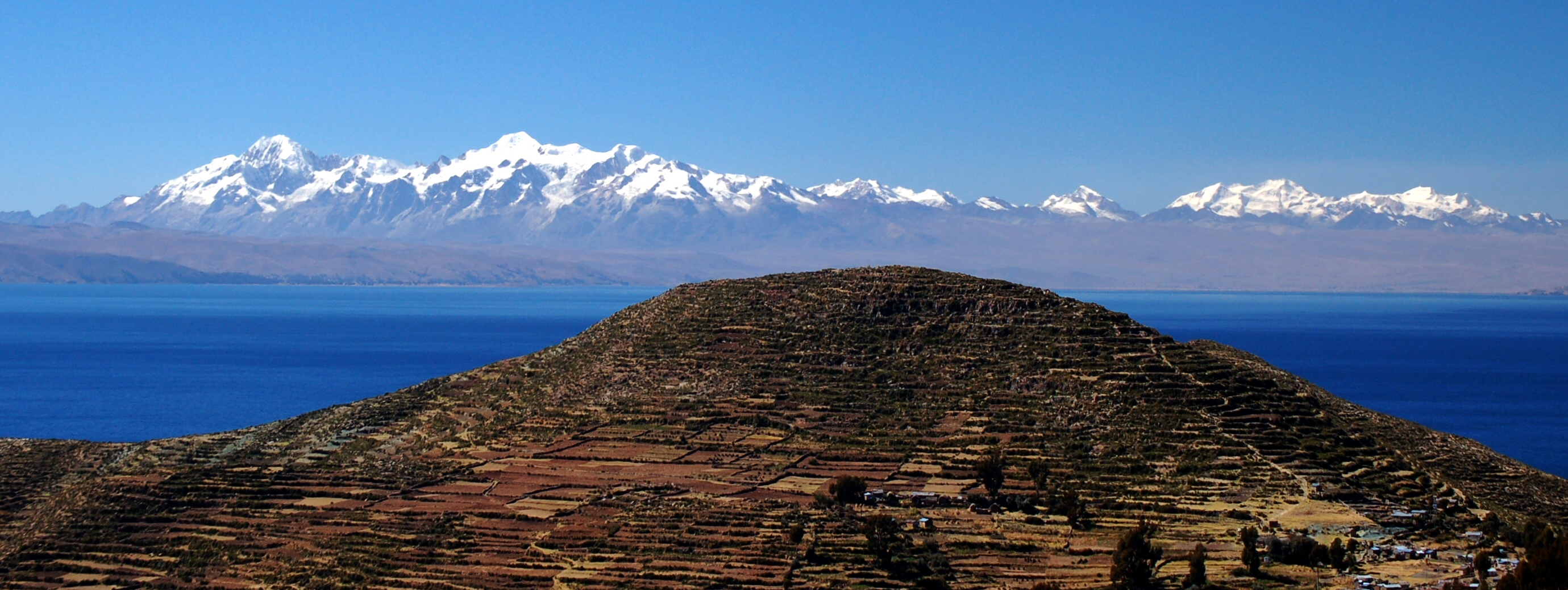
Panorama de la cordillera Central desde la isla del Sol en Bolivia.

- Montañas Rocosas
- Sierras Madre

### Cordilleras de la Antártida

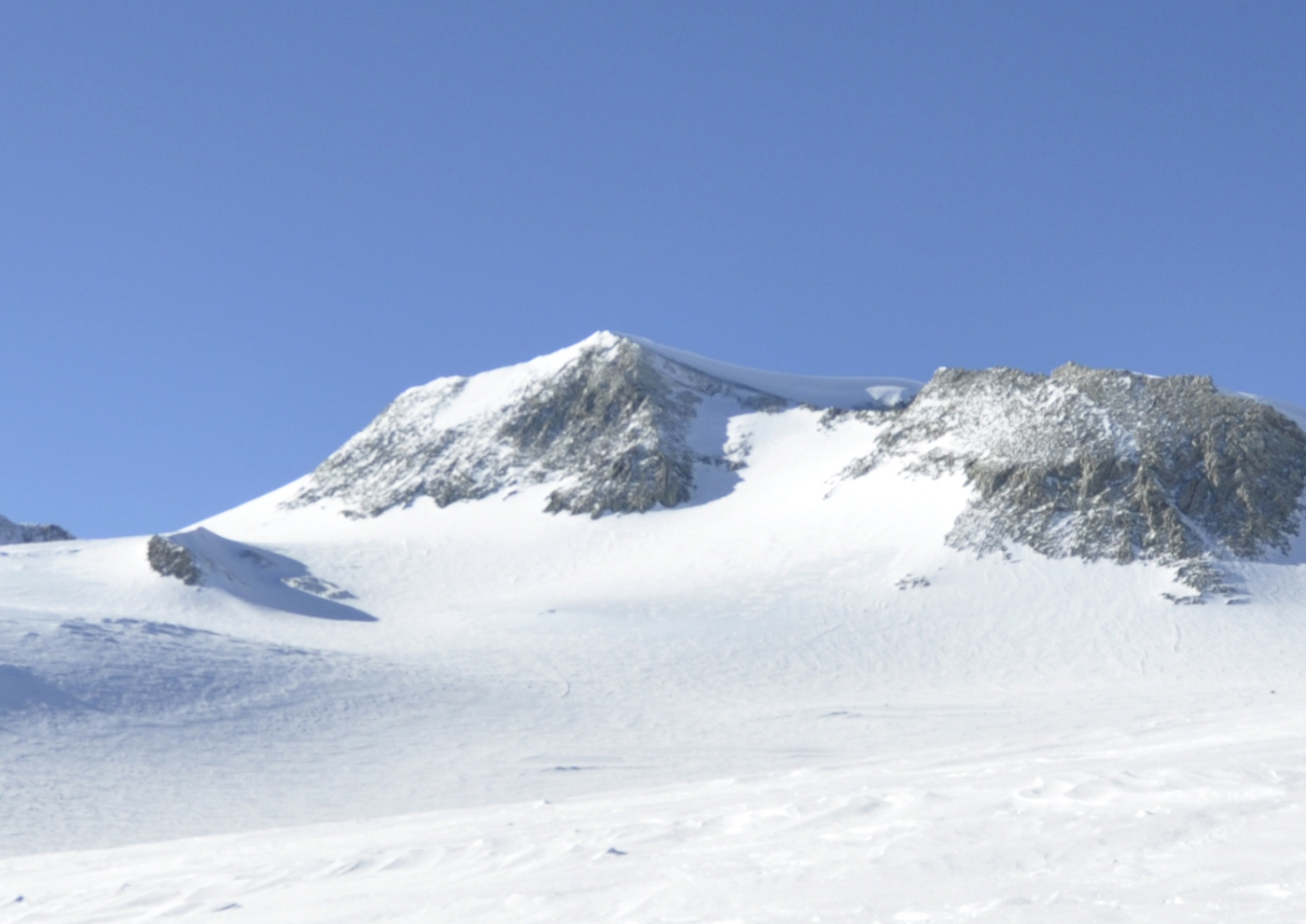
Monte Vinson (Antártida).

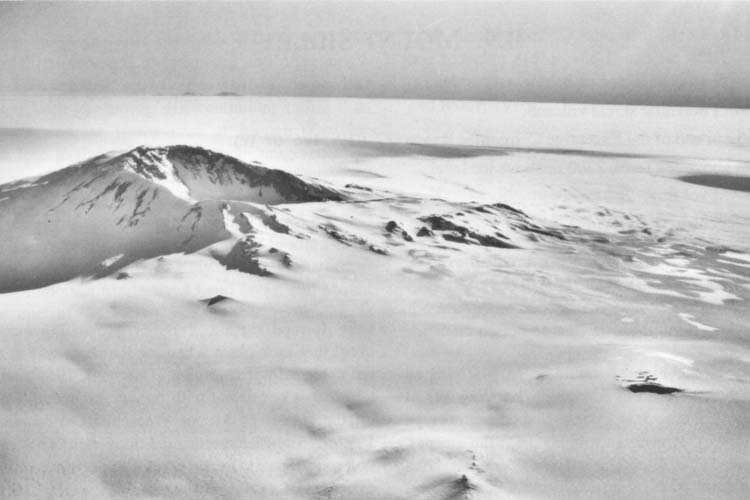
Caldera del monte Sidley (Antártida).

La cordillera Sentinel de las montañas Ellsworth está situada sobre la Barrera de hielo Filchner-Ronne cerca de la base de la península Antártica. El extremo meridional del macizo lo corona el monte Craddock (4650 m s. n. m.). El Monte Vinson que forma parte de la cordillera Sentinel es el pico más alto de la Antártida, con una altura de 4892 metros (16 050 pies).
La cordillera Reina Alexandra es una gran cordillera en el este de la Antártida, con cerca de 160 km de longitud, que bordea todo el lado occidental del glaciar Beardmore, principal paso entre la meseta Antártica y la Barrera de hielo de Ross. Los nombres alternativos para esta cordillera son Alexandra Mountains, Alexandra Range y Königin Alexandra Gebirge.
La cordillera de la Royal Society (Royal Society Range) es una formación montañosa de la Antártida que se eleva hasta los 4.025 m, situada en el lado oeste del estrecho de McMurdo, entre los glaciares Koettliz, Skelton y 
Ferrar. La primera persona en avistar desde el mar esta cordillera fue posiblemente el capitán James Clark Ross en 1841.
La cordillera Comité Ejecutivo en la tierra de Marie Byrd alberga el monte Sidley, el volcán más alto de la Antártida, una de las Siete Cumbres Volcánicas mundiales, su cumbre tiene una altura de 4181-4285 m. Es un volcán en escudo macizo, y uno de los cinco volcanes que forman esta cordillera.

### Cordilleras de Asia
- Cordillera del Cáucaso
- Himalaya
- Montes Urales

### Cordilleras de Europa
- Alpes
- Alpes escandinavos
- Apeninos
- Cárpatos
- Cordilleras Béticas
- Cordillera Cantábrica
- Cordillera del Cáucaso
- Montes Urales
- Pirineos
- Sierra Morena
- Sistema Central
- Sistema Ibérico
- Sudetes

### Cordilleras de Oceanía
- Alpes Australianos
- Cordillera Central

## Dorsales mediooceánicas

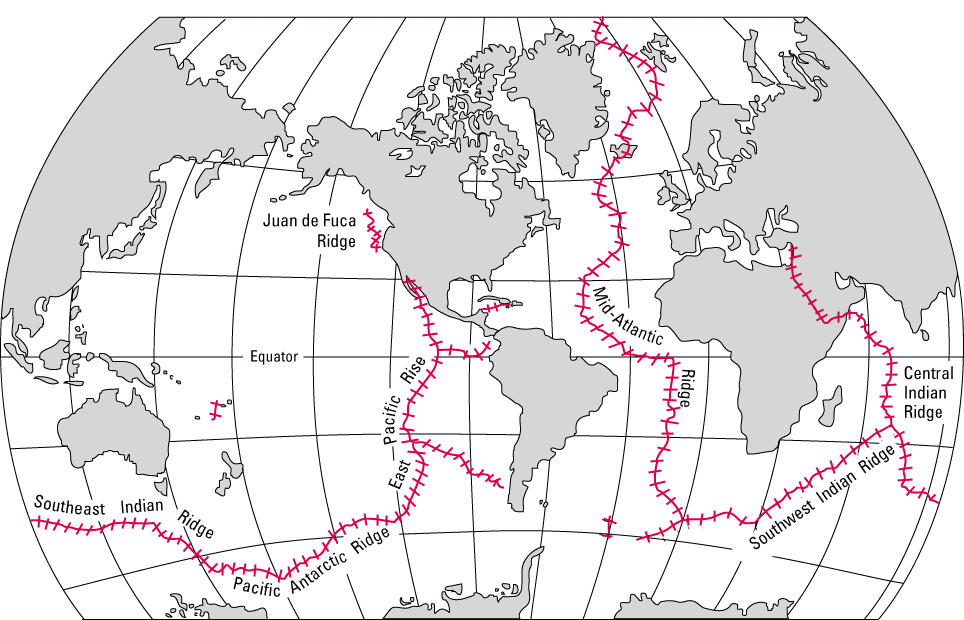
La Dorsal mediooceánica, la cadena montañosa más larga del mundo.

Las dorsales mediooceánicas forman un sistema mundial de dorsales oceánicas en la parte central de todos los océanos. Se puede considerar como la cordillera más larga del mundo puesto que están interconectadas. Esta cordillera continua tiene una longitud de 65 000 km (40 400 mi) (varias veces mayor que los Andes, la cordillera continental más larga), y la longitud total del sistema de dorsales oceánicas es de 80 000 km (49 700 mi).

## Montes extraterrestres

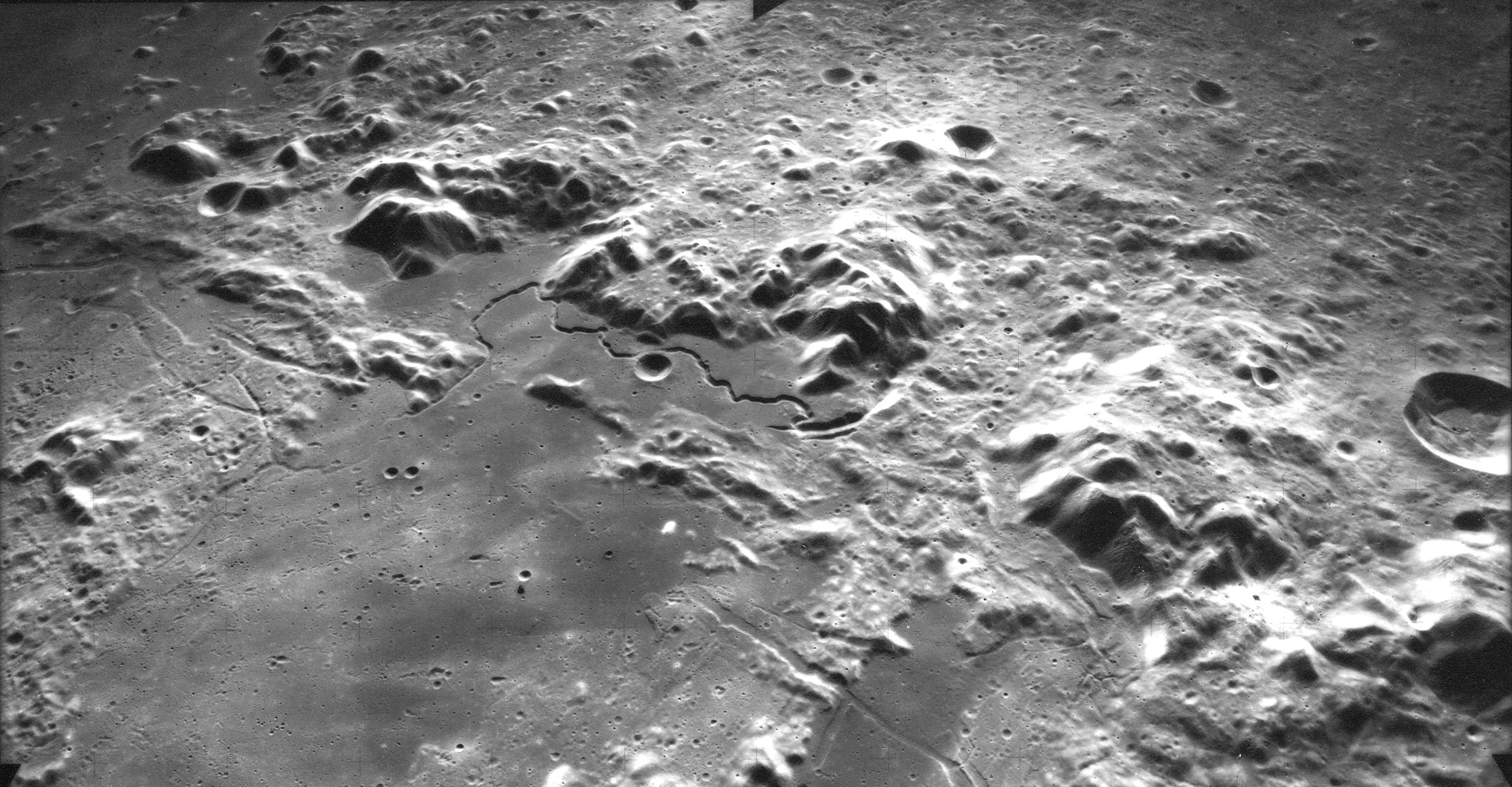
Los Montes Apenninus en la Luna se formaron por un impacto cósmico.

Las montañas de otros planetas y satélites naturales del sistema solar, incluida la Luna, suelen estar aisladas y formadas principalmente por procesos como los impactos, aunque hay ejemplos de cordilleras (o "Montes") algo similares a los de la Tierra. La luna de Saturno Titán y Pluto, en particular muestran grandes cadenas montañosas compuestas principalmente por hielos y no por roca. Algunos ejemplos son los montes Mithrim y montes Doom en Titán, y los montes Tenzing y montes Hillary  en Plutón. Algunos planetas terrestres distintos de la Tierra también exhiben cordilleras rocosas, como los Maxwell Montes en Venus más altos que cualquiera de la Tierra y los montes Tartarus en Marte. El satélite de Júpiter Io tiene cordilleras formadas a partir de procesos tectónicos, entre ellas montes Boösaule, montes Dorian, montes Hi'iaka y montes Euboea.